# 1994 CS8
1994 CS8 är en trojansk asteroid i Jupiters lagrangepunkt L5. Den upptäcktes 8 februari 1994 av den venezolanske astronomen Orlando A. Naranjo vid Observatorio Astronómico Nacional de Llano del Hato.
Asteroiden har en diameter på ungefär 37 kilometer.